# Маккензи, Скотт (снукерист)
Скотт Макке́нзи (англ. Scott McKenzie, род. 21 июля 1980 года в Ренфрушире, Шотландия) — шотландский профессиональный игрок в снукер. Помимо снукерной карьеры, Маккензи работает мясником.

## Карьера
Стал профессионалом в 1997 году. В 2004 году впервые прошёл квалификацию на рейтинговый турнир (Players Championship). В последнем раунде квалификации он победил Джеймса Уоттану, 5:1, но в следующем же матче уступил Марко Фу. В 2006 году Маккензи вышел в 1/8 финала China Open, победив в квалификации Иана Маккалоха, 5:2. Затем, в уайлд-кард раунде он выиграл у местного игрока Ли Хана с таким же счётом, а в 1/16 финала победил Мэттью Стивенса, 5:4. В 1/8-й шотландец уступил будущему победителю турнира Марку Уильямсу со счётом 0:5.
На чемпионате Британии 2008 года Маккензи дошёл до 1/32 финала (последний раунд квалификации), обыграв по пути Дина О’Кейна, Тома Форда и Майкла Холта, после чего проиграл своему соотечественнику Грэму Дотту, 4:9.
Перед чемпионатом мира 2009 года Маккензи заявил, что покинет снукер, если не сумеет попасть в финальный раунд чемпионата. В результате он проиграл в первом раунде квалификации Уэйну Куперу 9:10. Однако, уже в 2011 он возвратился в мэйн-тур.